# Simon-Probleme
Die Simon-Probleme sind eine Liste von fünfzehn Problemen aus der mathematischen Physik, die Barry Simon 1984 zusammenstellte. und 2000 aktualisierte
Simon zählte 1984 fünfzehn Probleme auf, die meist jeweils mehrere Teilprobleme hatten, so dass man je nach Zählung auch auf 35 kommt. Einige der Probleme sind außerordentlich schwierige Grundlagenprobleme und einige von Simon bewusst (nach dem Vorbild einiger der Hilbertschen Probleme) sehr vage formuliert und umreißen eher Forschungsfelder.

## Problem 1: N-Körper-Problem in Newtonscher Gravitationstheorie
- Problem 1A: Gefragt wird nach der Existenz globaler Lösungen in der Zeit. Für {\displaystyle N=2} hat die Menge der Anfangszustände, für die global keine Lösung existiert (das heißt allgemein für N Teilchen: zwei oder mehr Teilchen kommen sich in endlicher Zeit beliebig nahe, dann divergieren Potential und Geschwindigkeiten), das Maß Null im Phasenraum (da sie eine Untermenge der Lösungen mit Gesamtdrehimpuls Null ist). Man zeige, dass dies auch für {\displaystyle N\geq 3} gilt.

Probleme dieser Art behandelte zuerst Paul Painlevé. Er zeigte, dass für {\displaystyle N=3} (und damit auch für weniger Teilchen) alle Singularitäten vom Kollisionstyp sind. Zhihong Xia bewies 1992, dass es für {\displaystyle N\geq 5} Lösungen gibt, in denen ein Teilchen in endlicher Zeit ins Unendliche entkommt in einer Lösung vom Nicht-Kollisionstyp (für {\displaystyle N=4} ist unbekannt, ob es solche Singularitäten vom Nicht-Kollisionstyp gibt). Donald Saari zeigte 1977, dass für {\displaystyle N=4} (oder weniger Teilchen) die Menge der Anfangszustände für die keine globale Lösung existiert das Maß Null hat. Außerdem bewies er, dass die Menge der Anfangsbedingungen, die zu Kollisionen führen für jedes {\displaystyle N} Maß Null hat. Zu zeigen bleibt, dass die Menge der Anfangsbedingungen mit den Singularitäten vom Nicht-Kollisionstyp für {\displaystyle N\geq 5} das Maß Null hat. Das Problem ist ungelöst (2016). Würde bewiesen, dass die Menge der Anfangsbedingungen die zu Singularitäten führen in der Newtonschen Gravitationstheorie das Maß Null hat, wäre damit im mathematischen Sinn „für fast alle“ Anfangsbedingungen gezeigt, dass die Newtonsche Gravitationstheorie deterministisch ist.
- Problem 1B: Das von Simon gestellte Problem, dass nach der Existenz von Singularitäten vom Nicht-Kollisionstyp für bestimmte {\displaystyle N} fragt, ist dagegen wie erwähnt, durch Xia, bis auf {\displaystyle N=4} gelöst.

Die quantenmechanische Version des Problems ist dagegen gelöst, da nach Tosio Kato (1951) die Schrödingergleichung mit Coulombpotential globale Lösungen besitzt. Simon erwähnt aber das wichtigste noch offene Probleme auf dem Gebiet von Lösbarkeitsfragen zur Schrödingergleichung, die Vermutung von Konrad Jörgens: Sei {\displaystyle W(x)\geq V(x)} auf {\displaystyle \mathbb {R} ^{\nu }} und {\displaystyle M} eine endliche Vereinigung geschlossener Untermannigfaltigkeiten von {\displaystyle \mathbb {R} ^{\nu }}. Weiter sei {\displaystyle -\Delta +V} wesentlich selbstadjungiert auf {\displaystyle C_{0}^{\infty }(\mathbb {R} ^{\nu }\setminus M)} (wobei {\displaystyle C_{0}^{\infty }} die Menge glatter Funktionen mit kompaktem Träger) und von unten beschränkt ist. Dann ist {\displaystyle -\Delta +W} wesentlich selbstadjungiert auf {\displaystyle C_{0}^{\infty }(\mathbb {R} ^{\nu }\setminus M)}.

## Problem 2: Ergodentheorie
Die Ergodentheorie ist mit den Grundlagen der statistischen Mechanik verbunden. Im thermodynamischen Gleichgewicht hängen makroskopische Systeme nur von wenigen Parametern ab, was auf eine Gleichverteilung im Phasenraum deutet. Ein dazu untersuchtes Modell ist das Gas harter Kugeln, für das Jakow Sinai in den 1960er Jahren Ergodizität bewies.
- Problem 2A: Man erweitere den Beweis von Sinai auf Soft Core Potentiale (stetige, repulsive Potentiale).

Für Potentiale mit anziehenden Komponenten könnte man die Annäherung an das Gleichgewicht nach Arthur Wightman dadurch erklären, dass nur ein Teil der Dynamik ergodisch ist, der im Grenzwert unendlichen Volumens (bei endlicher Teilchendichte) aber schließlich den ganzen Phasenraum ausfüllt.
- Problem 2B: Man verifiziere das Szenario von Wightman für geeignete Potentiale oder zeige auf andere Weise die Annäherung an das Gleichgewicht.

Schließlich betrachtet Simon die Quantentheorie und gibt als Beispiel ein Problem über das quantenmechanische Heisenberg-Modell auf einem unendlichen Gitter. Man beweise (Problem 2C), dass dieses asymptotisch abelsch ist (oder widerlege das).

## Problem 3: Langzeitverhalten dynamischer Systeme
Man formuliere eine umfassende Theorie des Langzeitverhaltens dynamischer Systeme einschließlich der Entstehung von Turbulenz. Simon gibt selbst zu, dass die Formulierung sehr allgemein ist, begründet das aber mit der Wichtigkeit des Gebiets, das seiner Ansicht nach zu diesem Zeitpunkt (1984) noch nicht ein Stadium der Reife erlangt hatte, so dass noch nicht klar war, was die wirklich entscheidenden offenen Fragen sind. Weiter sah er zwar Fortschritte bei der Frage der Entstehung von Turbulenz (Jean-Pierre Eckmann, David Ruelle) nicht aber bei der Theorie voll ausgeprägter Turbulenz. Simon hielt auch die Verbindung zur Theorie der Navier-Stokes-Gleichungen zur Turbulenz für nicht genügend geklärt und die Theorie der Existenz von Lösungen der Navier-Stokes-Gleichung für unbefriedigend. Das letztere Problem ist eines der Millennium-Probleme.

## Problem 4: Transporttheorie
- Problem 4A: Simon fragt nach einem mechanischen Modell, in dem das Fouriersche Gesetz der Wärmeleitung auf mikroskopischer Grundlage folgt. Das System habe die Ausdehnung {\displaystyle L} und die Temperaturdifferenz {\displaystyle \Delta T} zwischen den Enden, dann sollte nach Fourier die Wärmeleistung {\displaystyle {\dot {Q}}\sim {\tfrac {1}{L}}} sein für {\displaystyle L\to \infty }. Simon merkt an, dass dazu ein Mechanismus zur Diffusion aufgrund von Wechselwirkung der Teilchen untereinander vorliegen muss, da nicht wechselwirkende Teilchen keine Abhängigkeit der Wärmeleitung von {\displaystyle L} zeigen (wenn man bei Erhöhung der Länge {\displaystyle L} die Teilchenzahl erhöht, so dass die Dichte konstant bleibt). Das Problem ist offen.[7][8]

- Problem 4B: Simon verlangt nach einer strengen Begründung der Kubo-Formel in der Quantenstatistik.

## Problem 5: Heisenberg-Modell
Betrachtet werden Modelle mit nächsten Nachbarn wechselwirkender Spins auf dem Gitter der Dimension {\displaystyle \nu }, wobei der Spin {\displaystyle \sigma } auf der Einheitskugel im {\displaystyle D}-dimensionalen Raum ist, was für {\displaystyle D=1} dem Ising-Modell, {\displaystyle D=2} dem XY-Modell (planarer Rotator) und {\displaystyle D=3} dem Heisenberg-Modell entspricht. Ein weiterer Parameter in diesen Modellen der statistischen Mechanik ist die inverse Temperatur {\displaystyle \beta }. Man sagt, das Modell habe langreichweitige Ordnung, falls der Erwartungswert {\displaystyle \lim _{r\to \infty }\langle \sigma (0)\cdot \sigma (r)\rangle \neq 0}. Das Verhalten der Modelle unterscheidet sich stark nach Raumdimension und Topologie des Spinraums (der im Ising-Modell zudem diskret ist, bei XY und Heisenberg-Modell kontinuierlich).
- Ising-Modell ({\displaystyle D=1}). Für {\displaystyle \nu \geq 2} gibt es langreichweitige Ordnung für genügend große {\displaystyle \beta } (genügend tiefe Temperatur) nach Rudolf Peierls.
- Für {\displaystyle \nu =2} gibt es keine langreichweitige Ordnung bei kontinuierlichen Symmetrien wie im Heisenberg-Modell (Mermin-Wagner-Theorem)
- Für {\displaystyle \nu \geq 3} existiert für {\displaystyle D\geq 2} und große {\displaystyle \beta } eine langreichweitige Ordnung (Jürg Fröhlich, Thomas C. Spencer, B. Simon 1976).[9]

Damit verbunden ist das Verhalten der Spin-Spin-Korrelationsfunktion {\displaystyle \langle \sigma (0)\cdot \sigma (r)\rangle } für große Abstände {\displaystyle r}: zerfällt die Funktion nach einem Potenzgesetz oder exponentiell ?. Für {\displaystyle D=2} zeigten Fröhlich und Spencer, dass sie für große {\displaystyle \beta } und zwei Dimensionen nur gemäß einem Potenzgesetz zerfällt. Für {\displaystyle D\geq 3} und zwei Dimensionen wird exponentieller Zerfall erwartet.
- Problem 5A: Es wird ein strenger Beweis im Fall {\displaystyle D=3} (Heisenbergmodell) gefordert.

Weitere Probleme betreffen die Phasenstruktur im Heisenbergmodell.
- Problem 5B: Zu beweisen ist, dass die Gleichgewichts-Phasen für tiefe Temperaturen beim Heisenbergmodell durch einen einzigen Einheitsvektor beschrieben werden der zum Beispiel die Magnetisierungsrichtung angibt.

- Problem 5C: Fordert einen Beweis der Griffiths-Kelly-Sherman (GKS) Ungleichungen im Heisenberg-Modell für Erwartungswerte von Produkten von Funktionen, die aus Spin-Spin-Korrelationsfunktionen aufgebaut sind. Für das Isingmodell wurde sie von Robert Griffiths (1967), D. J. Kelly und S. Sherman (1968) bewiesen, für {\displaystyle D=2} wurde sie von Jean Ginibre 1970 bewiesen, der Fall {\displaystyle D=3} ist offen.

- Problem 5D: Betreffend die Quantenversion des Heisenbergmodells. Man beweise, dass diese für {\displaystyle \nu \geq 3} und genügend große {\displaystyle \beta } eine langreichweitige Ordnung hat (und damit einen Phasenübergang).

Für das quantenmechanische Problem wurde die Existenz von Phasen langreichweitiger Ordnung für endliche Temperaturen und den Heisenberg Antiferromagneten (Spin 1, 3/2, …) mit Nächster-Nachbar-Wechselwirkung auf kubischem Gitter in drei und mehr Dimensionen von Freeman Dyson, Elliott Lieb und Barry Simon 1978 bewiesen (und für weitere Spinsysteme wie das XY-Modell mit Spin 1/2). Offen blieben dabei der Spin-1/2 Fall beim Antiferromagneten und der Fall des Ferromagneten. Für den Grundzustand ({\displaystyle T=0}) bewiesen E. Jordao Neves und J. Fernando Perez 1986 die Existenz langreichweitiger Ordnung für den zweidimensionalen Heisenberg-Antiferromagneten und Spin {\displaystyle S\geq {\tfrac {3}{2}}}  was von Tom Kennedy, S. Shastry und Elliott Lieb auf alle Dimensionen größer als zwei und alle Spins {\displaystyle S>0} erweitert wurde. Offen blieb der Fall des Ferromagneten für endliche Temperatur und drei und mehr Dimensionen (Problem 5D) und der Fall des Antiferromagneten im Grundzustand für Spin 1/2 und zwei Dimensionen.
Simon führt noch sechs weitere Probleme zu Gittermodellen auf.

## Problem 6: Ferromagnetismus
Beim Ferromagnetismus besteht eine starke Tendenz der Elektronen ihren Spin parallel auszurichten, was nach Werner Heisenberg dadurch erklärt wird, dass wegen der Elektronenabstoßung die Ortswellenfunktion der Elektronen möglichst antisymmetrisch ist und nach dem Pauliprinzip deshalb die Spinwellenfunktion möglichst symmetrisch (parallele Spins). Simon stellt das Problem, diese Heisenbergsche Erklärung mathematisch in einem realistischen Modell zu untermauern. In einer Dimension hatten Elliott Lieb und Daniel Mattis 1962 gezeigt, dass so kein Ferromagnetismus entstehen kann (der Gesamtdrehimpuls des Grundzustands einer geraden Anzahl Elektronen ist in einer Dimension Null).

## Problem 7: Phasenübergänge im Kontinuum
Hier geht es um den Beweis der Existenz von Phasenübergängen in Modellen mit Übergang zum Kontinuum (im Gegensatz zu Gittermodellen) mit einigermaßen realistischer Wechselwirkung. Dabei wird der Phasenübergang als Unstetigkeit in der freien Energie definiert. Der Übergang ins Kontinuum entspricht dem Grenzwert unendlichen Volumens bei konstant gehaltener Dichte. An das Paarpotential werden bestimmte Anforderungen gestellt, die zum Beispiel für das häufig für interatomare Wechselwirkung betrachtete Lennard-Jones-Potential gelten. Insbesondere soll gelten:
- Stabilität {\displaystyle \sum _{i<j}v_{ij}\geq -CN} (für die Summe über die Teilchenpaare und {\displaystyle N} Teilchen), mit einer positiven Konstanten {\displaystyle C}.
- Wachstumsbedingung {\displaystyle |v(x)|\leq {\frac {C}{{(1+|x|)}^{3+\epsilon }}}}

## Problem 8: Strenge Theorie der Renormierungsgruppe
Darin geht es um die Theorie der Renormierungsgruppe von Kenneth Wilson, die zwar in einigen Fällen (Nichtlineare Abbildungen des Einheitsintervalls nach Mitchell Feigenbaum, Jean-Pierre Eckmann, Collet, Oscar Lanford) schon streng mathematisch behandelt wurden, in der ursprünglichen Anwendung in der statistischen Mechanik tauchen aber Funktionen mit unendlich vielen Variablen auf und Simon stellt das Problem am Beispiel des Ising-Modells in {\displaystyle D}-Dimensionen eine mathematisch präzise Formulierung zu finden.
Außerdem wird als Problem 8B der Beweis der Universalität im dreidimensionalen Ising-Modell gestellt (Unabhängigkeit der kritischen Exponenten von den relativen Verhältnissen der Stärke der Wechselwirkung zwischen nächsten Nachbarn in allen drei Raumrichtungen).
Das Problem ist offen (selbst für das zweidimensionale Modell wurde Universalität und konforme Invarianz im Skalierungsgrenzfall erst 2012 von Stanislaw Smirnow und Dmitri Sergejewitsch Tschelkak streng bewiesen).

## Problem 9: Asymptotische Vollständigkeit von Streuprozessen
Der Problemkreis betrifft die Streutheorie, das heißt das Studium der zeitabhängigen Schrödingergleichung für Zeiten {\displaystyle t\to \pm \infty }. Lange Zeit beschränkte sich der Fortschritt in der streng mathematischen Beschreibung auf bis zu drei Teilchen (Dreikörperproblem durch Ludwig Faddejew u. a. in den 1960ern). Bedeutende Fortschritte im Vielteilchenfall wurden 1978 durch Volker Enß erzielt (Methoden der mikrolokalen Analysis), 1981 durch Eric Mourre (Methode der lokalen positiven Kommutatoren) und die geometrische Formulierung des Problems durch Simon, Schmuel Agmon, Volker Enß, Israel Michael Sigal u. a. mit Trennung der Bewegung der Schwerpunktsysteme der stabilen Teilchen-Cluster und deren innerer Bewegung und ist das Hauptproblem der mathematischen Streutheorie. Asymptotische Vollständigkeit betrifft die vollständige Beschreibung der möglichen Streuzustände für {\displaystyle t\to \pm \infty } als freie Teilchen und stabile Cluster (gebundene Zustände) von Teilchen. Simon stellte in Problem 9A den Beweis asymptotischer Vollständigkeit für kurzreichweitige Potentiale {\displaystyle V_{ij}} der Wechselwirkung zweier Teilchen in drei und mehr Dimensionen und in Problem 9B für Coulombpotentiale in drei Dimensionen.
Das Problem für kurzreichweitige Potentiale ({\displaystyle V_{ij}(r)\sim {\frac {1}{r^{\mu }}}}, {\displaystyle \mu >1}) im {\displaystyle N}-Teilchensystem wurde von Israel Michael Sigal und Avy Soffer 1987 gelöst, für langreichweitige Potentiale 1993 von Sigal und Soffer ({\displaystyle \mu \geq {\sqrt {3}}-1}) und Jan Derezinski.

## Problem 10: Quantentheorie von Atomen und Molekülen (Coulombpotentiale)
Das erste Problem betrifft die Gesamtbindungsenergie {\displaystyle E(N,Z)} in einem Atom oder Molekül mit {\displaystyle N} Elektronen und Kernladung(en) {\displaystyle Z}, wobei die Kerne fixiert sind (Born-Oppenheimer-Näherung). Die Ionisierungsenergie ist {\displaystyle \Delta E(N,Z)=E(N-1,Z)-E(N,Z)}.
- Problem 10A: Monotonität der Ionisierungsenergie. {\displaystyle \Delta (N-1,Z)\geq \Delta (N,Z)}. Anschaulich entspricht das der Tatsache, dass es mehr Energie erfordert die inneren Elektronen als die äußeren zu entfernen.

- Problem 10B: Verlangt nach einem strengen Beweis der Scott-Korrektur. Dieses Problem betrifft die Bindungsenergie eines neutralen Atoms im Thomas-Fermi-Modell. {\displaystyle E(Z,Z)=E(Z)} wird für große {\displaystyle Z} entwickelt. Nach Elliott Lieb und Simon ist {\displaystyle \lim _{Z\to \infty }E(Z)=e_{TF}\cdot Z^{\frac {7}{3}}} in führender Ordnung in {\displaystyle Z} (mit der Thomas-Fermi-Energie {\displaystyle e_{TF}}) und nach Scott ist der Term nächster Ordnung {\displaystyle e_{Scott}Z^{2}} (mit einer von J. M. C. Scott 1952 gefundenen Konstanten {\displaystyle e_{Scott}}).[20]

- Problem 10C: Fordert nach einer entsprechenden asymptotischen Entwicklung (für große {\displaystyle Z}) für die Ionisierungsenergie {\displaystyle \Delta E(Z,Z)}.

- Problem 10D: Simon fragt nach der maximalen Ionenladung eines Atoms {\displaystyle N(Z)} (maximale Anzahl der von einem Atom der Kernladung {\displaystyle Z} gebundenen Elektronen {\displaystyle N(Z)}). Die Existenz einer solchen maximalen Ladung wurde von Mary Beth Ruskai und I. M. Sigal bewiesen, für große {\displaystyle Z} wird vermutet, dass asymptotisch {\displaystyle N(Z)=Z}. Gefragt ist nach einem strengen Beweis.

Das letzte Problem knüpft an die Beweise der „Stabilität der Materie“ für fermionische Materie nach Freeman Dyson und Andrew Lenard (1967) und später Elliott Lieb und Walter Thirring (1975) an. Man betrachte stattdessen {\displaystyle N} positiv und {\displaystyle N} negativ geladene Bosonen (bosonische „Protonen“ und „Elektronen“, beide von endlicher Masse) und deren Bindungsenergie {\displaystyle E_{B}(N)}. Bekannt ist {\displaystyle -DN^{\frac {5}{3}}\leq E_{B}(N)\leq -CN^{\frac {7}{5}}} (mit Konstanten {\displaystyle C,D}). Bosonische Materie war damit im Gegensatz zu fermionischer nicht stabil. Die Frage war, mit welchem Exponenten die Bindungsenergie von der Teilchenzahl abhing ({\displaystyle \alpha ={\frac {7}{5}}},{\displaystyle \alpha ={\frac {5}{3}}} oder ein Wert dazwischen).
- Problem 10E: Simon fragt nach Schranken

{\displaystyle -AN^{\alpha }\leq E_{B}(N)\leq -BN^{\alpha }}
mit Konstanten {\displaystyle A,B} und {\displaystyle \alpha }, wobei {\displaystyle \alpha ={\tfrac {7}{5}}} vermutet wird. Die Schranken geben ein Maß für die Instabilität bosonischer Materie. Entsprechende Schranken mit {\displaystyle \alpha ={\tfrac {5}{3}}} gab für „Protonen“ (Kerne) unendlich hoher Masse Elliott Lieb 1979. Das Problem wurde 1988 von Lieb, Joseph Conlon und Horng-Tzer Yau gelöst ({\displaystyle {\frac {7}{5}}} ist der korrekte Exponent).

## Problem 11: Existenz von Kristallen
Die meisten Materialien zeigen bei genügend tiefen Temperaturen eine regelmäßige Atomanordnung in Kristallgittern, es gibt aber keinen strengen Beweis dafür in der Quantenmechanik. Man beweise also, dass der Grundzustand eines unendlich ausgedehnten neutralen Systems (Randeffekte sollten nicht einfließen) von Kernen (Kernladungszahl {\displaystyle Z}) und Elektronen einem periodischen Grenzwert zustrebt, wenn die Anzahl der Kerne gegen unendlich geht.
Das Problem ist nach wie vor im klassischen und quantenmechanischen Fall weitgehend offen (abgesehen vom eindimensionalen Fall).

## Problem 12: Zufällige und fastperiodische Potentiale
Der Problemkreis betrifft die Schrödingergleichung mit zufälligen oder fastperiodischen Potentialen, wie sie in verschiedenen Problemen der Festkörperphysik auftreten.
Prototypen sind für zufällige Potentiale das Anderson Modell auf einem Gitter (das bei der Anderson-Lokalisierung als Modell dient) und die Fast-Mathieu-Gleichung bei fastperiodischem Potential. Das Anderson Modell in seiner diskreten Version ist über die Wirkung des Hamiltonoperators auf die Wellenfunktion {\displaystyle u} definiert:
{\displaystyle H_{\omega }u=\sum _{|j|=1}u(n+j)+V_{\omega }u(n)}
Dabei ist {\displaystyle n\in \mathbb {Z} ^{\nu }} ({\displaystyle \nu } ist die Raumdimension) und {\displaystyle \omega } steht für eine Zufallsvariable mit gleichmäßiger Verteilung auf {\displaystyle [a,b]}. Das Spektrum ist {\displaystyle [a-2\nu ,b+2\nu ]} und für {\displaystyle \nu =1} fast sicher (mit Wahrscheinlichkeit 1) ein dichtes Punktspektrum (lokalisierte Zustände). Die Erwartung ist, dass dies für genügend große {\displaystyle |a-b|} auch für {\displaystyle \nu \geq 3} gilt, für kleine {\displaystyle |b-a|} aber ein Intervall {\displaystyle [c,d]\subset [a,b]} mit rein absolut kontinuierlichem Spektrum (ausgedehnte Wellenfunktion) und im Komplement von {\displaystyle [c,d]} in {\displaystyle [a,b]} ein dichtes Punktspektrum, wobei {\displaystyle |c-d|} verschwindet je größer {\displaystyle |a-b|} wird. In einer Dimension wurde Lokalisierung (reines Punktspektrum) zuerst von I. Goldsheid, S. Molchanov und L. Pastur 1977 bewiesen. In mehr als einer Dimension wurde Lokalisierung (beim Anderson Modell und ähnlichen Modellen) für große Kopplungskonstante oder Energien nahe dem Rand des Spektrums bewiesen und es besteht die Vermutung, dass für drei und mehr Dimensionen Bereiche mit kontinuierlichem Spektrum existieren (anschaulich besteht für die Wellenfunktion dann genug Platz um Störstellen auszuweichen). Die allgemeine Erwartung ist, dass Lokalisierung auch für zwei Dimensionen gilt, nicht aber für drei und mehr.
- Problem 12A: Beweise für {\displaystyle \nu \geq 3} und geeignete (genügend kleine) Werte von {\displaystyle b-a}, dass das Anderson Modell ein rein absolut kontinuierliches Spektrum für einen gewissen Energiebereich hat. Das heißt, es existieren ausgedehnte (nicht lokalisierte) Zustände. Man zeige, dass dies für {\displaystyle \nu =2} nicht gilt, sondern dass dort nur ein dichtes Punktspektrum existiert.

- Problem 12B: Man beweise, dass im Anderson Modell und allgemein bei Zufallspotentialen der Transport Diffusions-Charakter hat.
- Problem 12C: Man beweise, dass die integrierte Zustandsdichte {\displaystyle k(E)} an der Mobilitätsgrenze (dem Energiebereich, in dem der Übergang vom kontinuierlichen zum diskreten Spektrum stattfindet) stetig in der Energie ist.

Die Probleme wurden von Simon in der aktualisierten Liste 2000 wieder aufgeführt.
Weitere Probleme betreffen den diskreten fastperiodischen Mathieuoperator:
{\displaystyle H_{\alpha ,\lambda ,\theta }u(n)=u(n+1)+u(n-1)+\lambda \cos(\pi \alpha n+\theta )u(n)}
wobei {\displaystyle \alpha } meist irrational gewählt wird, {\displaystyle \lambda } die Kopplungskonstante ist und {\displaystyle \theta \in [0,2\pi )} eine Phase darstellt. Für rationale {\displaystyle \alpha } ist das Spektrum rein absolut kontinuierlich. Das Spektrum hängt, wie Anfang der 1980er Jahre klar wurde, nicht nur von der Kopplungskonstante, sondern auch von den arithmetischen Eigenschaften von {\displaystyle \alpha } ab.
Nach Peter Sarnak sollte das Spektrum in einer bestimmten Weise von den Diophantischen Eigenschaften von {\displaystyle \alpha } abhängen. Dazu werden Liouville-Zahlen mit guten Approximationseigenschaften durch rationale Zahlen und Roth-Zahlen (benannt nach Klaus Friedrich Roth) mit nicht so guten Eigenschaften ersetzt. Für eine Roth-Zahl gilt {\displaystyle |\alpha -{\frac {p}{q}}|\geq {\frac {C}{q^{k}}}} für Konstante {\displaystyle C,k}.
- Problem 12D: Gesucht wird nach einer Bestätigung folgender Vermutungen über das Spektrum des Fast-Mathieu-Operators:
  - {\displaystyle \alpha } sei eine Liouville-Zahl und {\displaystyle \lambda \neq 0}, dann ist für fast alle Phasen {\displaystyle \theta } das Spektrum singulär kontinuierlich.
  - {\displaystyle \alpha } sei eine Roth-Zahl und {\displaystyle |\lambda |<2}, dann ist für fast alle Phasen das Spektrum rein absolut kontinuierlich.
  - {\displaystyle \alpha } sei eine Roth-Zahl und {\displaystyle |\lambda |>2}, dann ist das Spektrum ein dichtes Punktspektrum.
  - {\displaystyle \alpha } sei eine Roth-Zahl und {\displaystyle |\lambda |=2}, dann ist das Spektrum rein singulär kontinuierlich und hat das Lebesgue-Maß Null.

Das (abgewandelt formulierte) Problem findet sich in der aktualisierten Liste wieder und wurde inzwischen gelöst, zum Beispiel bewies Artur Avila 2008, dass (bei irrationalen {\displaystyle \alpha }) das Spektrum absolut kontinuierlich genau dann ist, falls {\displaystyle |\lambda |<2} (wobei {\displaystyle \lambda \neq 0} angenommen wird). Für {\displaystyle |\lambda |=2} ist das Spektrum fast sicher rein singulär kontinuierlich (B. Simon, Svetlana Jitomirskaya, Y. Gordon, Y. Last 1997) und für {\displaystyle |\lambda |>2} ist nach Svetlana Jitomirskaya (1999) das Spektrum fast sicher ein reines Punktspektrum (womit Anderson-Lokalisierung vorliegt). {\displaystyle \lambda =2} wird auch kritischer Wert der Kopplungskonstante genannt. Ergebnisse zu den Auswirkungen des Zusammenspiels von Diophantischen Eigenschaften von {\displaystyle \alpha } und Kopplungskonstante für das Spektrum erzielten zum Beispiel Avila und Jitomirskaya.
- Problem 12E: Es wird die kontinuierliche Version des Fast-Mathieu-Operators betrachtet:

{\displaystyle -{\frac {d^{2}}{dx^{2}}}+\lambda \cos(2\pi x)+\mu \cos(2\pi \alpha x+\theta )}.
Man zeige, dass dieser Operator ein Punktspektrum für fast alle Phasen und einige Werte von {\displaystyle \alpha ,\lambda ,\mu } einnimmt.

## Problem 13: Selbstmeidende Random Walks
Als Modell für die exakte Berechnung kritischer Exponenten (in Verbindungen mit Gitterspinmodellen der {\displaystyle \phi ^{4}} Feldtheorie und Anwendungen bei Polymeren) betrachtet Simon selbstmeidende Pfade auf einem Gitter {\displaystyle \mathbb {Z} ^{d}} in {\displaystyle d} Dimensionen.
Eines der interessanten Probleme ist das asymptotische Verhalten (für die Zahl der Schritte {\displaystyle n\to \infty }) der Anzahl {\displaystyle c(n)} der selbstmeidenden Pfade der Schrittlänge {\displaystyle n}. Ein anderes dasjenige der Asymptotik der mittleren Länge {\displaystyle D(n)\sim c\cdot n^{\nu }} mit dem kritischen Exponenten {\displaystyle \nu }. Beim Random Walk wäre {\displaystyle \nu ={\tfrac {1}{2}}}, man erwartet aber {\displaystyle \nu \geq {\tfrac {1}{2}}} für Dimensionen {\displaystyle d\geq 4} und {\displaystyle \nu >{\tfrac {1}{2}}} für {\displaystyle d\leq 3}. Simon stellt das Problem, dies streng zu beweisen.
Numerische Rechnungen unterstützen die Vermutung (und legen speziell für {\displaystyle d=2}, {\displaystyle \nu ={\tfrac {3}{4}}} und für {\displaystyle d=3}, {\displaystyle \nu =0.5888} nahe). Der Fall {\displaystyle d\geq 5} wurde bewiesen, die Fälle {\displaystyle d=2,3,4} sind offen.
Bezüglich des Skalierungsgrenzwerts (Übergang vom Gitter zum Kontinuum) wurde 2004 ein wesentlicher Fortschritt erzielt, indem gezeigt wurde, dass er einer Schramm-Löwner-Evolution mit {\displaystyle \kappa ={\tfrac {3}{8}}} entspricht. Die Existenz des Skalierungsgrenzwerts und dessen konforme Invarianz ist allerdings offen.

## Problem 14: Quantenfeldtheorie
- Problem 14A: Man gebe eine mathematisch strenge Konstruktion der Quantenchromodynamik (QCD).

Die QCD ist ein Beispiel für eine renormalisierbare Quantenfeldtheorie. Da die Konstruktion der QCD, einer nichtabelsche Eichfeldtheorie mit Fermionen, eventuell zu schwierig ist:
- Problem 14B: Man gebe eine mathematisch strenge Konstruktion einer nicht trivialen renormalisierbaren QFT (allerdings sollte sie nicht zu einfaches UV-Verhalten zeigen und nicht zu den superrenormalisierbaren QFT gehören[43]), etwa im Rahmen der konstruktiven QFT.

Dabei ist impliziert, dass die üblichen vier Raum-Zeit-Dimensionen betrachtet werden. Da nach Simon der Großteil der Hochenergiephysiker annimmt, dass die Quantenelektrodynamik (QED), obwohl sehr gut mit Experimenten bei relativ niedrigen Energien übereinstimmend, für hohe Energien keine konsistente Theorie sei (Existenz von Landau-Polen):
- Problem 14C: Man beweise, dass QED keine konsistente Theorie ist.

Im Standardmodell ist die QED in die Elektroschwache Theorie eingebettet, eine nichtabelsche Eichtheorie, die aufgrund Asymptotischer Freiheit häufig ein anderes Verhalten zeigen. Die Existenz von Landau-Polen (Divergenz der Kopplungskonstante bei endlicher Energie) ist mit der Frage der Quanten-Trivialität der Theorie verbunden: die renormierte Ladung verschwindet – wobei häufig das Bild gebraucht wird, dass sie vollständig durch Vakuumfluktuationen abgeschirmt wird – und entspricht somit einer „trivialen“ Theorie freier (nicht wechselwirkender) Teilchen. Bei höheren Energien (kleineren Abständen) wird die nackte Ladung aber immer weniger abgeschirmt und divergiert schließlich am Landau-Pol.
Ein Beispiel für Konsistenzfragen der QFT ist der Beweis der Trivialität der {\displaystyle \phi ^{4}}-QFT in {\displaystyle d>4} Dimensionen von Jürg Fröhlich und Michael Aizenman 1981
- Problem 14D: Man beweise, dass die {\displaystyle \phi ^{4}} QFT in vier Raumzeit-Dimensionen nicht konsistent ist.

Vermutet wurde die Trivialität (verschwindende renormalisierte Kopplungskonstante) schon von Kenneth Wilson und John Kogut 1974. Von praktischer Bedeutung wären skalare Feldtheorien für Higgs-Bosonen, die aber im Standardmodell in nichtabelsche Eichtheorien eingebettet sind. Seit Simons Aufsatz gab es Fortschritte in der nichtstörungstheoretischen Behandlung von Quantenfeldtheorien auf dem Gitter, auch bezüglich der Trivialität skalarer Feldtheorien in vier Dimensionen. Ein strenger Beweis fehlt nach wie vor.

## Problem 15: Cosmic Censorship
Als Abschluss wählt Simon ein Problem aus der Allgemeinen Relativitätstheorie (ART), in der nach Beweisen von Stephen Hawking und Roger Penrose in den 1960er Jahren unvermeidlich Singularitäten vorkommen (Singularitäten-Theorem), und nicht wie davor bisweilen angenommen ein Relikt von Lösungen mit besonders hohen Symmetrien war wie einige Koordinatensingularitäten in der Schwarzschildlösung. Nach der Hypothese des kosmischen Zensors von Roger Penrose werden diese in der ART durch Ereignishorizonte vom übrigen Universum abgeschirmt, es kommen keine Nackte Singularitäten vor. Allerdings gibt es auch Gegner der Cosmic Censorship Hypothese und das war sogar Gegenstand einer Wette zwischen Stephen Hawking (Anhänger von Cosmic Censorship) und Kip Thorne und John Preskill, die nackte Singularitäten in der ART theoretisch für möglich halten.
Demetrios Christodoulou zeigte in den 1990er Jahren, dass sich nackte Singularitäten in der ART mit Skalarfeldern als Materie unter Umständen bilden können, diese aber instabil sind.

## Liste von 2000
Die Probleme betreffen Schrödingeroperatoren und umfassen hauptsächlich zwei Problemkreise, zufällige Potentiale wie sie in Quantentransport auftreten und damit verbundenes anomales Verhalten der Spektren und im zweiten (und nach Ansicht von Simon schwierigeren) Problemkreis Coulombpotentiale.
Zunächst werden Schrödingeroperatoren mit ergodischen (zufälligen) Potentialen und fastperiodischen Potentialen betrachtet wie in Problem 12 der ersten Liste. Prototypen sind für zufällige Potentiale das Anderson Modell auf einem Gitter und die Fast-Mathieu-Gleichung. Für das Anderson Modell werden folgende Probleme gestellt:
- Problem 1: Ausgedehnte Zustände. Beweise für {\displaystyle \nu \geq 3} und geeignete (genügend kleine) Werte von {\displaystyle b-a}, dass das Anderson Modell ein rein absolut kontinuierliches Spektrum für einen gewissen Energiebereich hat. Das heißt, es existieren ausgedehnte (nicht lokalisierte) Zustände. Dies entspricht Problem 12A in der ursprünglichen Liste von 1984.
- Problem 2: Lokalisierung in zwei Dimensionen. Beweise, dass für {\displaystyle \nu =2} das Spektrum des Anderson Modells ein dichtes reines Punktspektrum für alle Werte von {\displaystyle b-a} hat. In der Physik entspricht das der Anderson-Lokalisierung. Dies wurde ebenfalls schon in der ursprünglichen Liste als Problem 12A aufgeführt.
- Problem 3: Quanten-Diffusion. Beweise, dass für {\displaystyle \nu \geq 3} und Werte von {\displaystyle |b-a|}, in denen ein absolut kontinuierliches Spektrum existiert, die Summe {\displaystyle \sum _{n\in Z^{\nu }}n^{2}\cdot {|e^{(itH)}(n,0)|}^{2}} wie {\displaystyle ct} wächst, falls {\displaystyle t\to \infty }. Das heißt, man hat einen Erwartungswert {\displaystyle {\sqrt {\langle x(t)^{2}\rangle }}\sim {\sqrt {t}}}, wie es bei Diffusion zu erwarten ist. Das entspricht Problem 12B in der ursprünglichen Liste (das dort etwas anders formuliert ist).

Der Prototyp für fastperiodische Potentiale ist der fastperiodische Mathieuoperator, für den Simon folgende Probleme formuliert, die inzwischen alle gelöst sind:
- Problem 4: Das Zehn Martini Problem (von Mark Kac). Beweise für alle {\displaystyle \lambda \neq 0} und alle irrationalen {\displaystyle \alpha }, dass das Spektrum des Hamiltonoperators (das von {\displaystyle \theta } unabhängig ist) eine Cantor-Menge ist, das heißt, es ist nirgendwo dicht. Das Zehn-Martini-Problem wurde von Artur Avila und Svetlana Jitomirskaya gelöst.[49] Vorarbeiten leisteten Joaquim Puig[50] und Simon selbst mit Jean Bellissard.[51]

- Problem 5: Beweise, dass für alle irrationalen {\displaystyle \alpha } und {\displaystyle \lambda =2} das Spektrum des Fast-Mathieu-Operators das Lebesgue-Maß Null hat. Gelöst 2003 von Artur Avila und R. Krikorian.[52] Der Fall entspricht dem Schmetterlings-Fraktal von Douglas Hofstadter (der es in seiner Dissertation 1975 untersuchte und schon vermutet hatte, dass es Lebesgue-Maß Null hat).

- Problem 6: Beweise, dass das Spektrum für alle irrationalen {\displaystyle \alpha } und {\displaystyle \lambda <2} rein absolut kontinuierlich ist. Bewiesen von Artur Avila.[53] Problem 5 und 6 wurden auch schon in der ursprünglichen Liste angesprochen (Problem 12D, auch wenn damals der irrationale Charakter von {\displaystyle \alpha } noch feiner unterschieden wurde).

Die nächsten Probleme behandeln langsam zerfallende Potentiale.
- Problem 7: Gibt es Potentiale {\displaystyle V(x)} auf {\displaystyle [0,\infty )} mit {\displaystyle |V(x)|\leq C|x|^{(-1/2-\epsilon )}} für ein {\displaystyle \epsilon >0} so dass {\displaystyle -{\frac {d^{2}}{dx^{2}}}+V} ein singuläres kontinuierliches Spektrum hat ? Das Problem wurde positiv von S. A. Denissov[54] und vollständig durch Alexander Kiselev gelöst.[55]

- Problem 8: Sei {\displaystyle V} eine Funktion auf {\displaystyle \mathbb {R} ^{\nu }} mit {\displaystyle \int |x|^{(-\nu +1)}{|V(x)|}^{2}d^{\nu }x<\infty }. Beweise, dass {\displaystyle -\Delta +V} ein absolut kontinuierliches Spektrum hat, mit unendlicher Multiplizität auf {\displaystyle [0,\infty )} und falls {\displaystyle \nu >2}. Für {\displaystyle \nu =1} von Percy Deift und Rowan Killip bewiesen.[56]

Die nächsten Probleme betreffen die Schrödingergleichung mit Coulombpotential und besonders das Verständnis von Bindungsenergien von Atomen und Molekülen.
- Problem 9: Sei {\displaystyle E(N,Z)} die Grundzustandsenergie von {\displaystyle N} Elektronen in einem Atom mit Kernladung {\displaystyle Z} und {\displaystyle N_{0}(Z)} das kleinste {\displaystyle N} für das {\displaystyle E(N+j)=E(N)}. Beweise, dass {\displaystyle N_{0}(Z)-Z} für {\displaystyle Z\to \infty } beschränkt ist (eine weitere Vermutung ist, dass die Differenz entweder Null oder Eins ist). Das entspricht Problem 10D der ursprünglichen Liste.
- Problem 10: Was ist die Asymptotik der Ionisierungsenergie {\displaystyle (\delta E)(Z)} für{\displaystyle Z\to \infty }? Das Problem entspricht 10C in der ursprünglichen Liste. Ein damit verwandtes Problem ist das asymptotische Verhalten des Atomradius.

Die folgenden Probleme betreffen auch die Atom- und Molekülphysik (und Problem 13 die Festkörperphysik), sind aber nach Simon vager formuliert:
- Problem 11: Man gebe eine mathematische sinnvolle Formulierung und strenge Begründung des Schalenmodells der Atome.
- Problem 12: Kann man gegenwärtige „ab initio“ Techniken zur Bestimmung molekularer Konfigurationen in der Quantenchemie mathematisch streng begründen? Gesucht wird ein mathematisch strenger Weg um von der fundamentalen quantenmechanischen Formulierung zu Konfigurationen von Makromolekülen zu gelangen.
- Problem 13 entspricht Problem 11 der ursprünglichen Liste (Existenz von Kristallen)

Simon führt noch zwei weitere Probleme auf:
- Problem 14: Beweise, dass die integrierte Zustandsdichte {\displaystyle k(E)} stetig von der Energie abhängt (in einer Dimension und für den diskreten Fall ist die stetige Abhängigkeit bewiesen, gesucht ist der höherdimensionale Fall). Für das Anderson Modell war dies Problem 12C in der ursprünglichen Liste. Für die Fastperiodische Mathieugleichung (mit irrationalem {\displaystyle \alpha }) bewiesen Artur Avila und David Damanik, dass die integrierte Zustandsdichte absolut stetig ist genau dann, falls {\displaystyle |\lambda |\neq 2} (nicht kritische Kopplungskonstante).[57]
- Problem 15: Beweise die Vermutung von Elliott Lieb und Walter Thirring[58] über ihre Konstanten {\displaystyle L_{(\gamma ,\nu )}} für {\displaystyle \nu =1} und {\displaystyle {\frac {1}{2}}<\gamma <{\frac {3}{2}}}.